# Бембо, Бенедетто
Бенедетто Бембо (итал. Benedetto Bembo; ок. 1420—25 — ок. 1493) — итальянский художник.

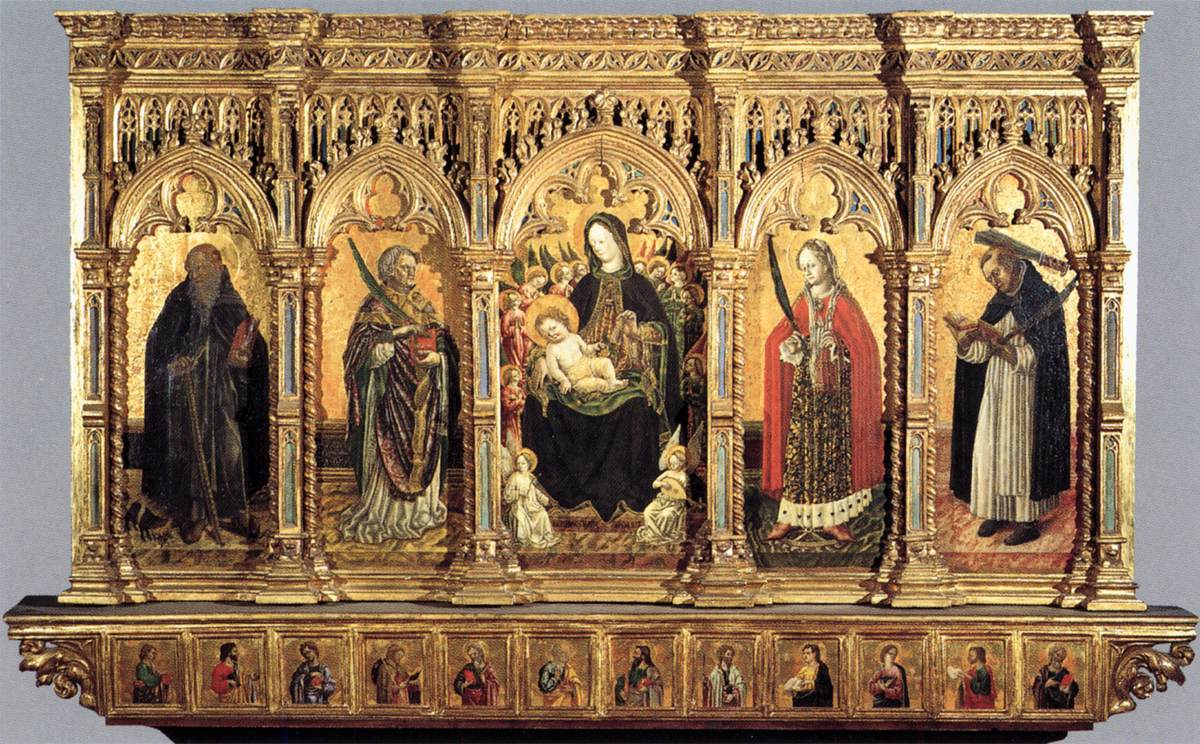
Бенедетто Бембо. Полиптих «Мадонна с младенцем и святыми». 1462. Кастелло Сфорцеско, Милан

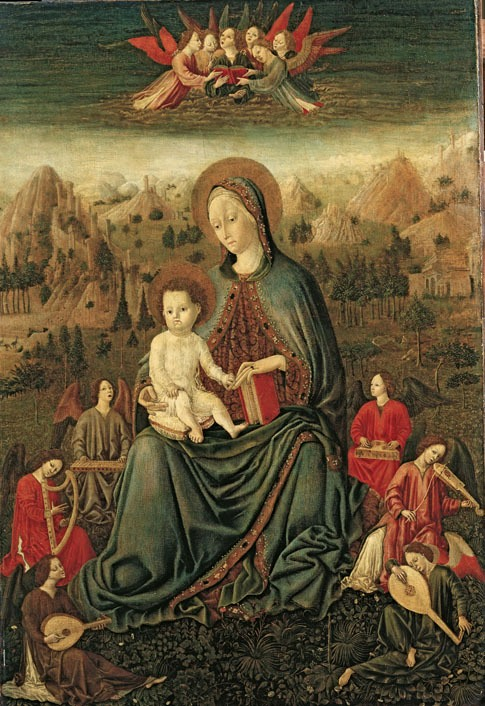
Мадонна с младенцем и музицирующими ангелами. 1450-55гг, Городской Музей Амедео Лиа, Специя

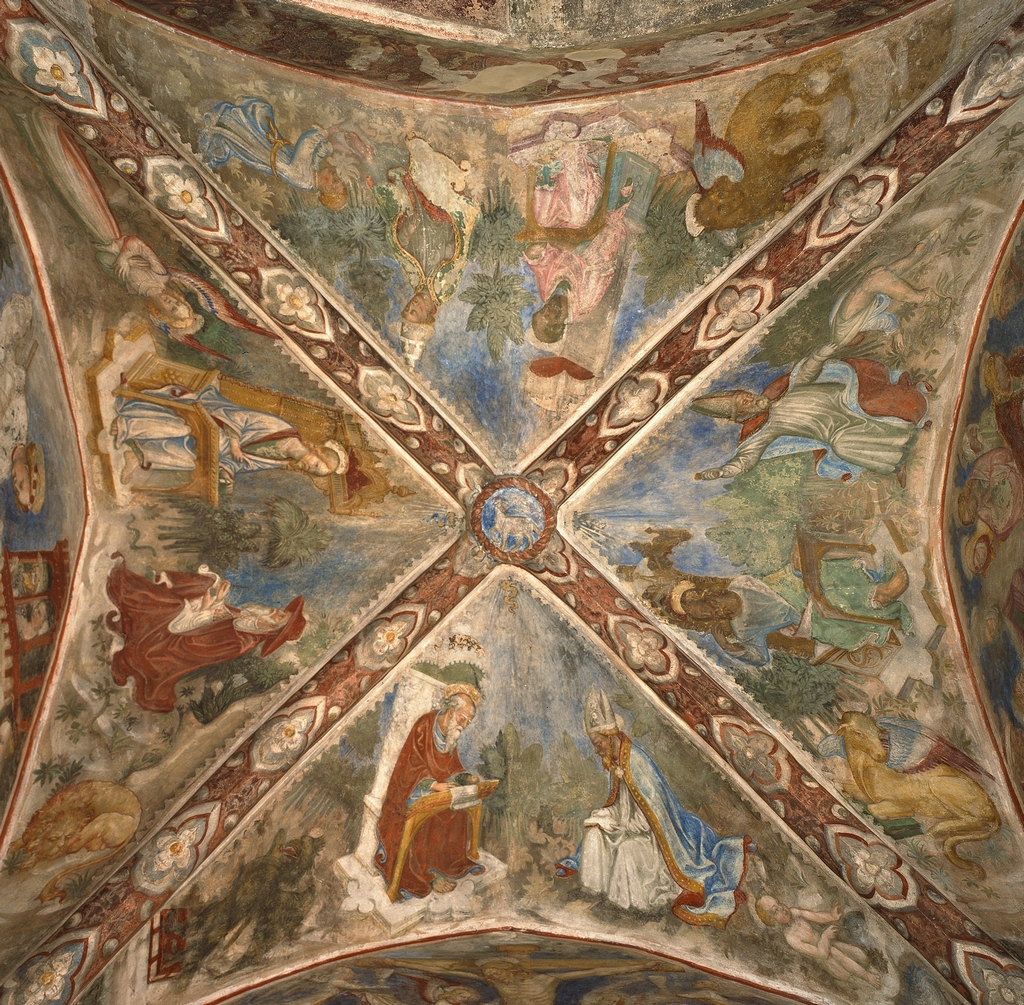
Бенедетто и Бонифачо Бембо. Четыре евангелиста с символами и святыми. Фрески потолка капеллы. Замок Монтичелли д’Онджина

## Жизнь и творчество
Точная дата рождения художника неизвестна; предполагают, что он родился приблизительно в 1420—25 годах и был младшим братом Бонифачо Бембо. В отличие от старшего брата, о Бенедетто не сохранилось практически никаких биографических сведений. Самое раннее появление его имени — 1462 год, когда он закончил полиптих для капеллы в замке Торрекьяра (Эмилия-Романья) и надписал его «i Benedictus Bembus ediit MCCCCLXII mensis maii» («Бенедетто Бембо создал в мае 1462г»). Ныне этот полиптих хранится в музее Кастелло Сфорцеско; на нём художник изобразил «Мадонну с младенцем» в центре, а по сторонам от неё святых Антония-аббата, Никодима, Екатерину Александрийскую и Петра-мученика. В нижней части располагаются портреты 12 апостолов, написанные по пояс. Этот алтарь находился в замке Террекьяра, богато расписанном фресками, поэтому у исследователей возникла естественная мысль увязать имя автора полиптиха с расположенными там же фресками.
Отталкиваясь от стилистических особенностей живописи алтаря, разные эксперты стали приписывать Бенедетто Бембо ряд других произведений: «Вознесение Марии» (Академия Каррара, Бергамо), «Мадонна с младенцем, музицирующими ангелами и донатором» (Кремона, Городской музей), «Мадонна с младенцем и музицирующими ангелами» (Городской музей Амедео Лиа, Специя), «Рождество» (Частная колл., Лондон), «Мадонна с младенцем и ангелами» (Музей Каноника, Верона) и др. Причём, не все согласны с этими атрибуциями, некоторые считают их работами его брата Бонифачо, некоторые — совместными произведениями.

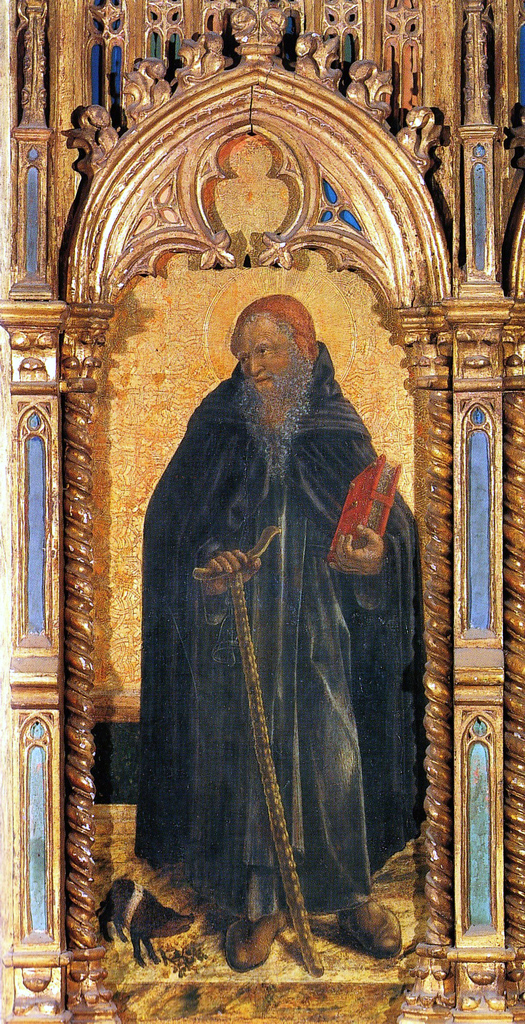
Св. Антоний-аббат. Деталь полиптиха, 1462, Кастелло Сфорцеско, Милан
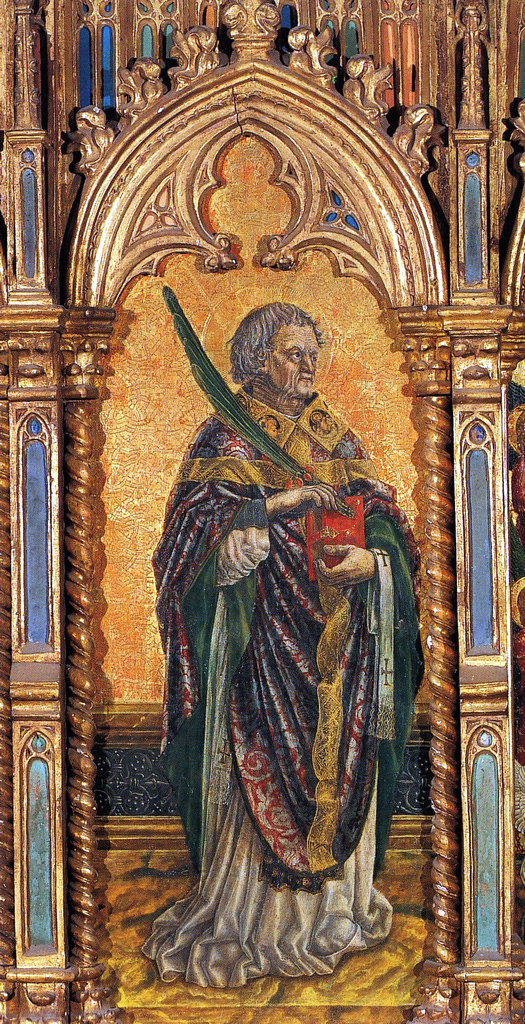
Св. Никодим. Деталь полиптиха, 1462, Кастелло Сфорцеско, Милан
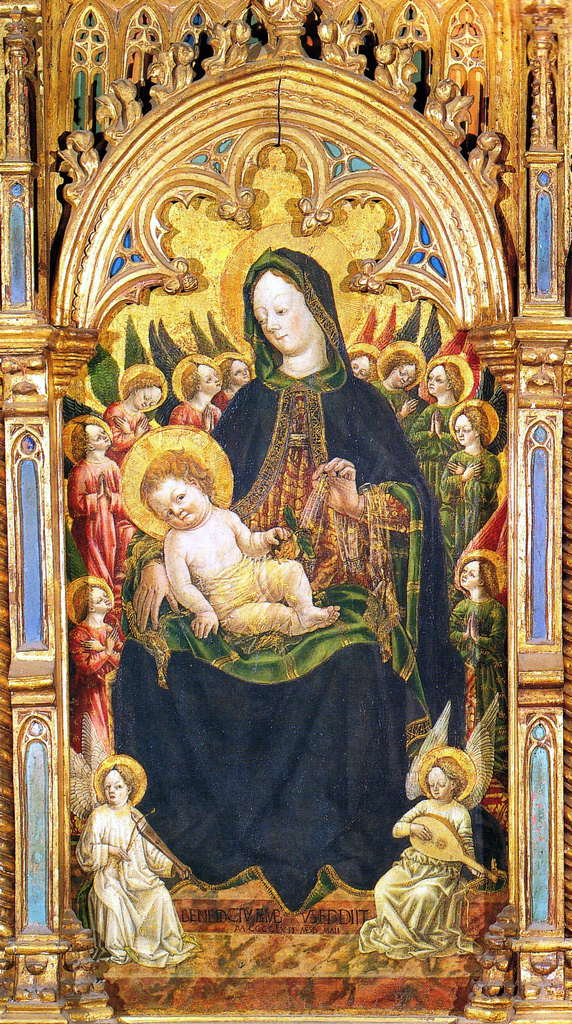
Мадонна с младенцем. Деталь полиптиха, 1462, Кастелло Сфорцеско, Милан
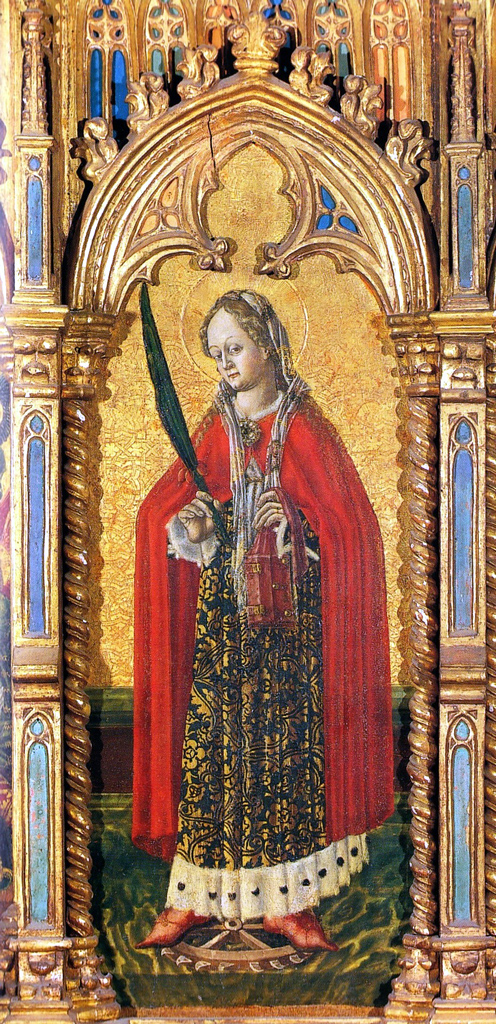
Екатерина Александрийская. Деталь полиптиха, 1462, Кастелло Сфорцеско, Милан
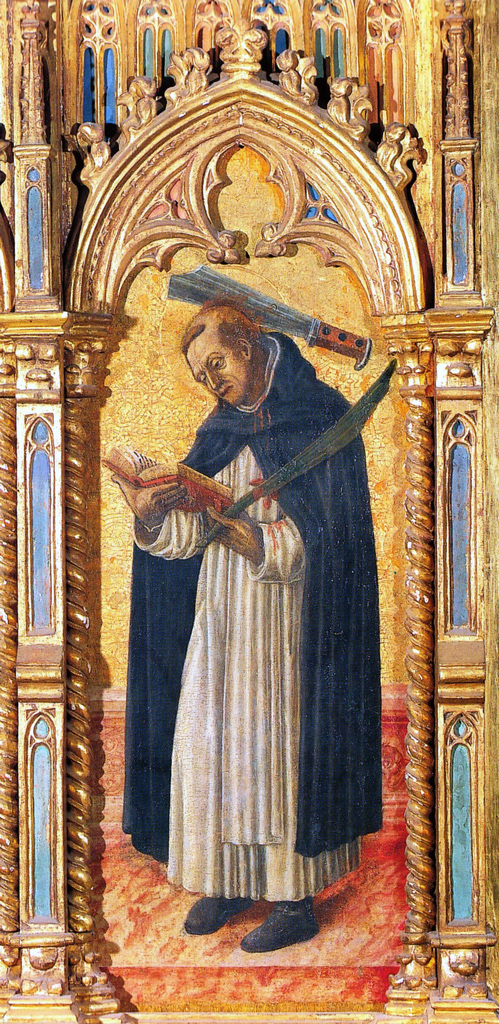
Св. Пётр-мученик. Деталь полиптиха, 1462, Кастелло Сфорцеско, Милан

Во многих исследованиях, посвящённых Бенедетто и мастерской Бембо в целом, делались попытки отделить в произведениях руку одного брата от руки другого, выяснить, в каких проектах они работали вместе, а в каких их пути расходились. Искусство Ломбардии в их время находилось под сильным влиянием готической культуры. В большой мере это соответствовало вкусам дворов Милана и Феррары. В то время, как старший брат — Бонифачо Бембо, был более ориентирован на искусство выдающегося мастера готики Джентиле да Фабриано, в работах Бенедетто, несмотря на следование готическим образцам, видно влияние искусства Донателло и Рогира ван дер Вейдена. Разными были и их покровители: Бонифачо был фаворитом герцогов Милана, Бенедетто находил расположение правителя Феррары Лионелло д’Эсте. Тем не менее, это, видимо, не мешало их кооперации: их совместной деятельности приписывают фрески замка в Монтичелли д’Онджина (Пьяченца), посвящённые различным сюжетам из священных писаний.

## Фрески замка Торрекьяра
Другим, более сложным примером их совместного творчества являются росписи «Золотого зала» замка Террекьяра (Эмилия-Романья). Владельцем замка был граф Берчето и маркиз Сан Секондо по имени Пьер Мария Росси (1413—1482). С пятнадцати лет он был женат на аристократке Антонии, графине Торелло да Монтекьяруголо, которая умерла во время эпидемии чумы 1468 года. Пока его супруга жила в Сан Секондо, граф в 1450-х годах выстроил в местечке Торрекьяра новый замок для своей возлюбленной Бьянки Пеллегрини, бросившей ради графа своего мужа, который, впрочем, тоже был знатного рода.
Точно неизвестно, когда граф заказал росписи «Золотого зала» своего замка. Работы, вероятно, выполнялись в 1460-х годах. Сюжетами росписей послужили идеализированные сцены романтических отношений графа и его возлюбленной. Эти фрески явились едва ли не последним ярким отблеском средневековой рыцарской культуры; в них символически выражены идеальные представления о взаимоотношениях рыцаря и его дамы сердца. Например, в одной из сцен возлюбленная Бьянка Пеллегрини вручает Пьеру Мария Росси меч, символизируя этим, что он принимает на себя обязанность защищать её ценой своей жизни. Фрески были воспеты Джерардо Рустичи, придворным поэтом графа, в его поэме, написанной в 1463 году.
На потолке изображены четыре варианта путешествий Бьянки Пеллегрини в замки графа Пьера Мария Росси.
На четырёх стенах изображены:
- «Амур поражает стрелами Пьера Марию Росси и Бьянку Пеллегрини»,
- «Бьянка вручает Пьеру Мария меч»,
- «Бьянка венчает Пьера Марию лавровым венцом»,
- «Пьер Мария Росси и Бьянка Пеллегрини».

Фрески имеют значительные утраты красочного слоя, впрочем, недостаточные для того, чтобы невозможно было разглядеть, что облик возлюбленной графа отличается сильной идеализированностью от её изображения на сохранившейся медали.
С тех пор, как в 1894 году итальянский учёный Коррадо Риччи приписал фрески кисти Бенедетто Бембо, уже более столетия продолжается дискуссия относительно их авторства. Большая часть исследователей традиционно приписывает их авторство либо Бенедетто, либо совместной работе братьев Бембо, однако мера участия каждого из них в этих фресках остается неизвестной в связи с тем, что об этих росписях не сохранилось никаких документов.

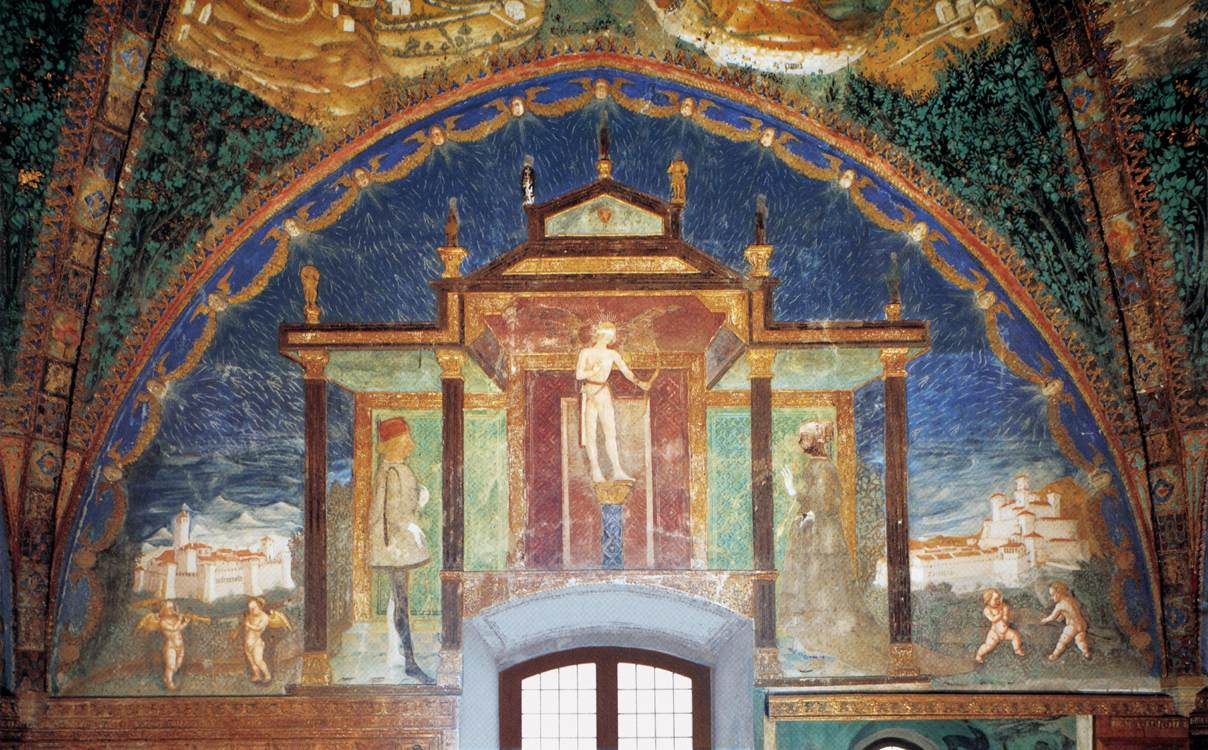
Амур поражает стрелами Пьера Марию Росси и Бьянку Пеллегрини, фреска 1460-е гг. «Золотой зал» замка Террекьяра
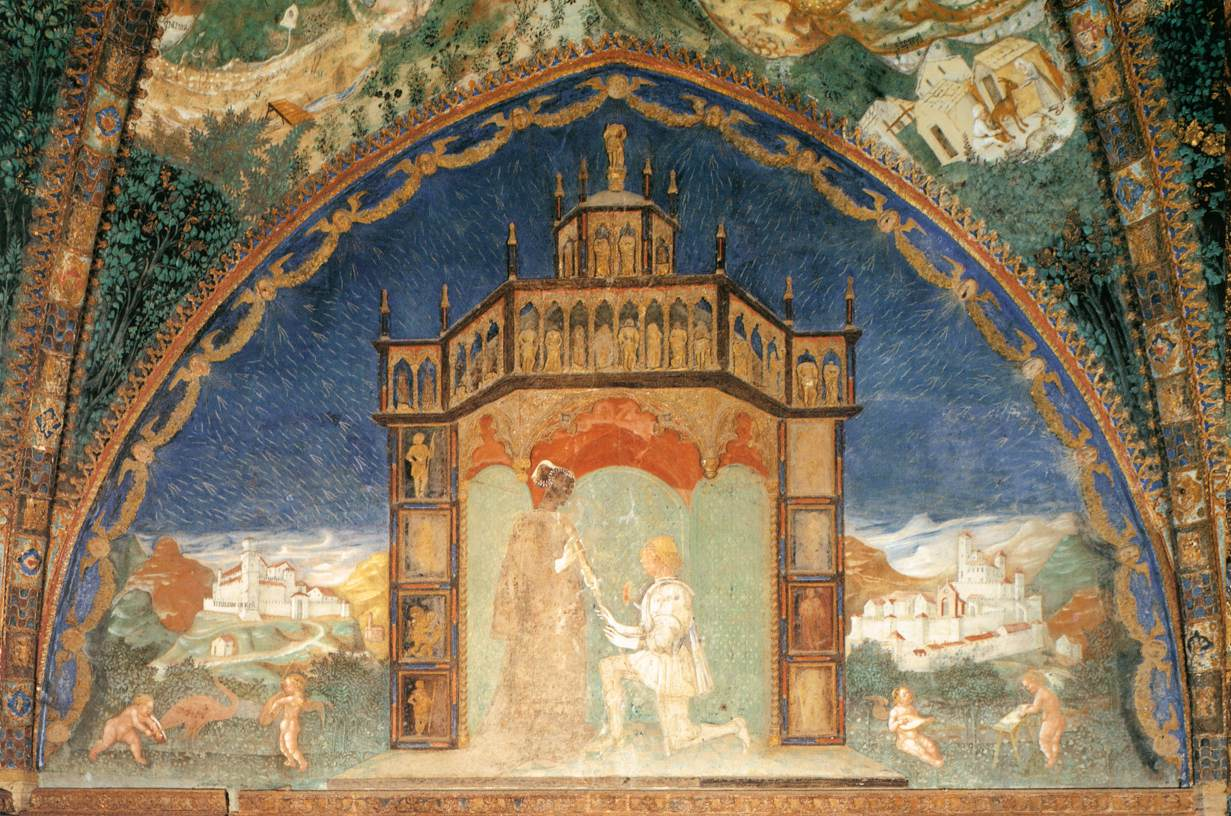
Бьянка вручает Пьеру Мария меч,  фреска 1460-е гг. «Золотой зал» замка Террекьяра
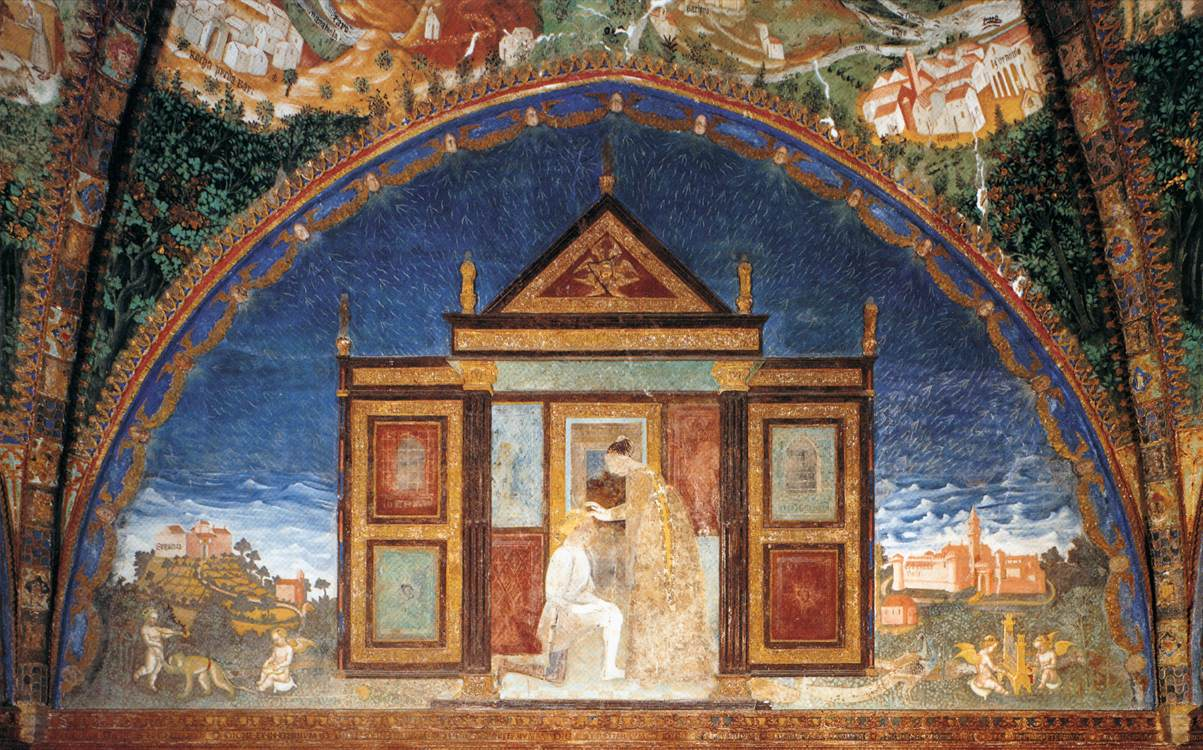
Бьянка венчает Пьера Марию лавровым венцом,  фреска 1460-е гг. «Золотой зал» замка Террекьяра
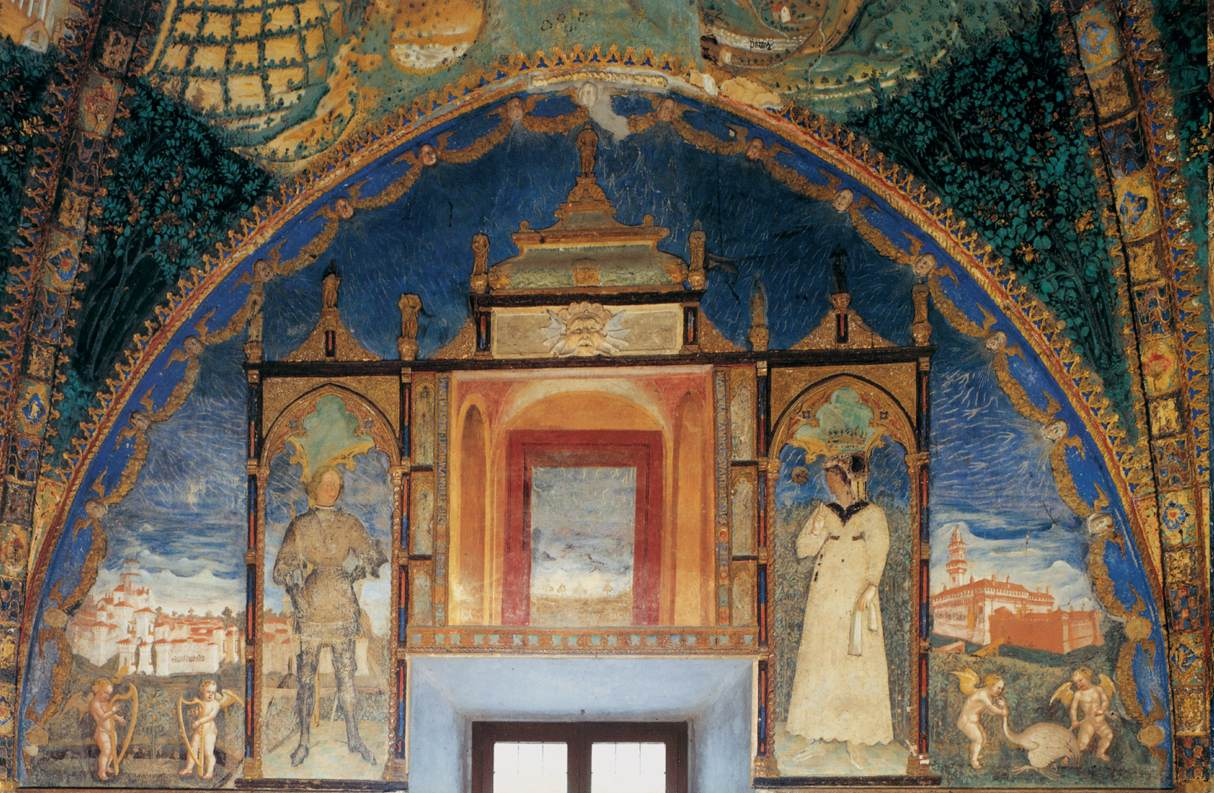
Пьер Мария Росси и Бьянка Пеллегрини,  фреска 1460-е гг. «Золотой зал» замка Террекьяра